# Vulgar Display of Power
Vulgar Display of Power es el sexto álbum de la banda de groove metal Pantera publicado el 25 de febrero de 1992. El álbum ha sido catalogado por muchos críticos como uno de los más influyentes de la década de los '90, asentando las bases del groove metal ralentizando los tiempos de las canciones e incorporando un estilo vocal más áspero y duro. El disco posee algunas de las canciones más famosas de la carrera de la banda, como "Fucking Hostile", "Mouth for War", "This Love" y "Walk", que llegó al puesto 35 de la lista de éxitos británica. El álbum alcanzó el puesto 44 en la lista de álbumes más exitosos del Billboard, llegando a doble platino por la venta de 2 000 000 de copias.
En 2005, la revista Q lo incluyó entre los 50 mejores álbumes de heavy metal de todos los tiempos. La revista IGN colocó al disco en el undécimo puesto de los álbumes más influyentes de todos los tiempos.

## Antecedentes
Durante los 80, Pantera publicó cuatro álbumes bajo su propia discográfica "Metal Magic". Sus primeros tres álbumes, en los cuales el vocalista fue Terry Glaze, fueron álbumes de glam metal, muy influenciados por bandas como Van Halen y Kiss.  Luego de la salida de Terry Glaze y con la participación de su nuevo vocalista Phil Anselmo en 1987, Pantera se alejó del estilo glam con su cuarto álbum, Power Metal (1988). En 1989, la banda empezó a trabajar en su nuevo álbum en Pantego Sound Studio en Pantego, Texas, y al siguiente año publicaron Cowboys from Hell (1990). El álbum fue un punto clave para Pantera, demostrando un cambio en la dirección musical de la banda, el cual fue enfocado en bandas como Slayer, Metallica y Black Sabbath. Después de la publicación de Cowboys from Hell, la banda hizo un tour con Judas Priest, Exodus, Sepultura, Suicidal Tendencies y Prong.

## Grabación y producción
En 1991, Pantera volvió a Pantego Sound Studio a grabar su segundo álbum con Atco, titulado Vulgar Display of Power. El álbum fue producido por Terry Date quien se especializa en los géneros rock y metal y había trabajado anteriormente con la banda en Cowboys from Hell y produciría los siguientes dos álbumes, Far Beyond Driven (1994) y The Great Southern Trendkill (1996). Antes de que Terry Date llegara a trabajar en el álbum, la banda ya tenía demos de tres canciones, "A New Level", "Regular People (Conceit)" y "No Good (Attack the Radical)". El resto de las canciones fueron escritas en el estudio con pequeña preproducción y demos.
Después de estar en el estudio por dos meses, Pantera fue invitada como banda telonera para Metallica y AC/DC en el concierto Monsters of Rock de 1991 en Moscú, Rusia. Luego del show, la banda regresó al estudio para continuar trabajando en el álbum. La banda viajó a Nueva York para masterizar el álbum en Masterdisk. Aunque el guitarrista Darrell Abbott fue acreditado en el álbum con el apodo "Diamond Darrell", durante la grabación del álbum, él cambió ese apodo por "Dimebag Darrell", y el bajista Rex Brown adoptó el seudónimo "Rexx Rocker".

### Estilo musical y letras
El baterista de Pantera, Vinnie Paul, dijo que Cowboys from Hell estuvo realmente cerca del "sonido definitivo de Pantera".  Cuando Metallica publicó su álbum homónimo en 1991, Pantera lo consideró una decepción para los fanáticos porque pensaron que Metallica abandonó el sonido thrash de sus álbumes anteriores.  La banda sintió que tenían una oportunidad y una brecha por llenar, ellos quisieron hacer el álbum más pesado de todos los tiempos.
El riff de la canción "Walk" fue tocado por Darrell durante una prueba de sonido cuando Pantera estaba en el tour de Cowboys from Hell y al resto de la banda le encantó.  Luego del tour, la banda regresó a casa y unos amigos pensaron que lo de "banda de rock" se les había subido a la cabeza.  La letra de la canción fue inspirada por la actitud de esas personas hacia la banda y el mensaje de Anselmo a ellos fue "Toma tu jodida actitud y da un jodido paseo con eso. Mantén esa mierda alejada de mí."

### Título del álbum y carátula
El título del álbum fue tomado de una línea de la película de 1973, El Exorcista. Cuando el padre Damien Karras le dice a Regan MacNeil (o al demonio que la posee) que rompa sus cuerdas y se libere usando su poder maligno, Regan le contesta "that's much too vulgar a display of power." En abril del 2007, el título fue usado para el libro A Vulgar Display of Power: Courage and Carnage at the Alrosa Villa. El libro detalla a los involucrados y los detalles que llevaron al asesinato del guitarrista de Pantera, Dimebag Darrell.
La carátula del álbum es una icónica fotografía de un hombre siendo golpeado en la cara. La fotografía fue tomada por el fotógrafo Brad Guice, quien también tomó la fotografía de la carátula de Cowboys from Hell. La banda le dijo a la discográfica que querían "algo vulgar, como un tío siendo golpeado". La primera versión de la carátula que la discográfica presentó a la banda mostraba a un boxeador con un guante de boxeo, pero a la banda no le gustó así que la discográfica hizo una segunda versión que mostraba a un hombre siendo golpeado. Según Vinnie Paul, al hombre de la carátula se le pagó $10 por cada golpe y fue golpeado 31 veces para obtener la fotografía correcta. Brad Guice declaró que el hombre de la carátula, nunca fue golpeado realmente.

## Publicación
Vulgar Display of Power fue publicado el 21 de febrero de 1992. El álbum original produjo cuatro singles. "Mouth for War", "This Love" y "Hollow" fueron publicados en 1992. En 1993, la banda publicó en cuarto sencillo, titulado "Walk". La banda también publicó vídeos musicales para "Mouth for War", "This Love" y "Walk".
El 12 de abril de 2012, la canción "Piss" fue publicada.  La canción fue grabada durante las sesiones del álbum pero nunca fue incluida.  El vídeo musical de "Piss" debutó en los Revolver Golden Gods Awards, el 11 de abril de 2012. El riff principal de "Piss" fue usado en la canción "Use My Third Arm" del siguiente álbum de la banda Far Beyond Driven.

### Reedición de 20º Aniversario
El 15 de mayo de 2012, una edición de dos discos de Vulgar Display of Power fue publicada para celebrar su 20º aniversario. El disco uno es una versión remasterizada del álbum original junto con la canción "Piss". El disco dos es un DVD con seis canciones del set de Pantera en Monsters of Rock en 1992 en Reggio Emilia, Italia. El disco dos también contiene los tres videos musicales para "Mouth for War", "Walk" y "This Love". Vinnie Paul dijo que "Piss" fue "la única canción nunca descubierta de Pantera" y que aparecería en la edición de 20º aniversario. También dijo que en el momento de la publicación original, la banda pensó que no se sentía bien que estuviera en el álbum.

## Listado de canciones
| N.º | Título                         | Duración |  |
| 1.  | «Mouth for War»                | 3:57     |  |
| 2.  | «A New Level»                  | 3:57     |  |
| 3.  | «Walk»                         | 5:14     |  |
| 4.  | «Fucking Hostile»              | 2:48     |  |
| 5.  | «This Love»                    | 6:32     |  |
| 6.  | «Rise»                         | 4:36     |  |
| 7.  | «No Good (Attack the Radical)» | 4:49     |  |
| 8.  | «Live in a Hole»               | 5:00     |  |
| 9.  | «Regular People (Conceit)»     | 5:27     |  |
| 10. | «By Demons Be Driven»          | 4:40     |  |
| 11. | «Hollow»                       | 5:48     |  |

| Pista adicional, edición 20º aniversario |        |          |  |
| N.º                                      | Título | Duración |  |
| 12.                                      | «Piss» | 5:07     |  |

| DVD edición de 20º aniversario |                                         |          |  |
| N.º                            | Título                                  | Duración |  |
| 1.                             | «Mouth for War» (En vivo en Italia)     |          |  |
| 2.                             | «Domination/Hollow» (En vivo en Italia) |          |  |
| 3.                             | «Rise» (En vivo en Italia)              |          |  |
| 4.                             | «This Love» (En vivo en Italia)         |          |  |
| 5.                             | «Cowboys from Hell» (En vivo en Italia) |          |  |
| 6.                             | «Mouth for War» (Video musical)         |          |  |
| 7.                             | «This Love» (Video musical)             |          |  |
| 8.                             | «Walk» (Video musical)                  |          |  |

- Todas las canciones escritas por Pantera

## Miembros
- Phil Anselmo - Voz
- Dimebag Darrell † - Guitarra
- Rex Brown - Bajo
- Vinnie Paul † - Batería

### Personal técnico
- Terry Date - Productor e ingeniero
- Aaron "Ajax" Maclarin - Ingeniero de sonido
- Brian Broin - Representante
- Bob Delfrin - Director de arte
- Larry Freemantle - Diseño
- Brad Guice - Fotografía
- Grady Champion - Guitarra